# Liang (ród magnacki)
Liang – chiński ród magnacki, szczególnie wpływowy w pierwszej połowie II wieku. Wywodziły się z niego trzy cesarzowe i sześć konkubin cesarskich.
Dzięki wejściu w związki rodzinne z panującą dynastią zdobył duże wpływy w państwie. Wyrazem tego były liczne urzędy sprawowane przez jego członków (między innymi ministra i markiza).
Ród stracił swoją pozycję po wejściu w konflikt z cesarzem Huanem i dworskimi eunuchami. W 159 został wytępiony.